# Sisyra terminalis
Sisyra terminalis is een insect uit de familie sponsvliegen (Sisyridae), die tot de orde netvleugeligen (Neuroptera) behoort. 
Sisyra terminalis is voor het eerst wetenschappelijk beschreven door Curtis in 1854.